# Belgischer Meister (Eishockey)
Der Belgische Meister im Eishockey wurde seit 1912 in der Belgischen Eishockeyliga ausgetragen, der höchsten Spielklasse des Landes. Rekordmeister ist der Brussels Royal IHSC mit bislang 23 Titeln. In der Saison 2015/16 wurde der bestplatzierte belgische Verein der BeNe League Belgischer Meister. In der Saison 2016/17 spielten die zwei besten belgischen Mannschaften jeder Gruppe der BeNe League das Finale um den belgischen Meister. Ab der Saison 2017/18 wird der belgische Meister in einem Final Four ermittelt, wo sich die vier besten belgischen Mannschaften der Hauptrunde der BeNe League qualifizieren.

## Bisherige Titelträger
| - 2020: HYC Herentals - 2019: HYC Herentals - 2018: HYC Herentals - 2017: HYC Herentals - 2016: HYC Herentals - 2015: Phantoms Antwerp - 2014: Bulldogs de Liège - 2013: Chiefs Leuven - 2012: HYC Herentals - 2011: White Caps Turnhout - 2010: Chiefs Leuven - 2009: HYC Herentals - 2008: White Caps Turnhout - 2007: White Caps Turnhout - 2006: White Caps Turnhout - 2005: Chiefs Leuven - 2004: Olympia Heist op den Berg - 2003: Phantoms Deurne - 2002: HYC Herentals - 2001: Phantoms Deurne - 2000: Phantoms Deurne - 1999: Olympia Heist op den Berg - 1998: HYC Herentals - 1997: HYC Herentals - 1996: Griffoens Geel - 1995: Keine Meisterschaft - 1994: HYC Herentals - 1993: HYC Herentals - 1992: Olympia Heist op den Berg - 1991: Olympia Heist op den Berg - 1990: Olympia Heist op den Berg - 1989: Olympia Heist op den Berg - 1988: Olympia Heist op den Berg - 1987: Olympia Heist op den Berg - 1986: Olympia Heist op den Berg - 1985: HYC Herentals | - 1984: HYC Herentals - 1983: Olympia Heist op den Berg - 1982: Brussels Royal IHSC - 1981: HYC Herentals - 1980: Brussels Royal IHSC - 1979: Olympia Heist op den Berg - 1978: Brussels Royal IHSC - 1977: Brussels Royal IHSC - 1976: Brussels Royal IHSC - 1975: Brussels Royal IHSC - 1974: Cercle des Patineurs Liègois - 1973: Cercle des Patineurs Liègois - 1972: Cercle des Patineurs Liègois - 1971: Brussels Royal IHSC - 1970: Brussels Royal IHSC - 1969: Olympia IHC - 1968: Brussels IHSC Poseidon - 1967: Olympia IHC - 1966: Olympia IHC - 1965: Cercle des Patineurs Liègois - 1964: Cercle des Patineurs Liègois - 1963: Cercle des Patineurs Liègois - 1962: Brussels IHSC - 1961: Cercle des Patineurs Liègois - 1960: Cercle des Patineurs Liègois - 1959: Antwerp Ice Hockey Club - 1958: Antwerp Ice Hockey Club - 1957: Antwerp Ice Hockey Club - 1956: Antwerp Ice Hockey Club - 1955: Cercle des Patineurs Liègois - 1954: Brabo IHC - 1953: Brabo IHC - 1952: Brabo IHC | - 1951: Entente Saint-Sauveur de Bruxelles - 1950: Brabo IHC - 1949: Cercle des Patineurs Liègois - 1948: Entente Saint-Sauveur de Bruxelles - 1947: Brussels IHSC - 1946: Cercle des Patineurs Unis - 1945: Brussels IHSC - 1944: Brussels IHSC - 1943: Brussels IHSC - 1942: Brussels IHSC - 1941: Brussels IHSC - 1940: Brussels IHS - 1939: Cercle des Sports d’Hiver de Bruxelles - 1938: Brussels IHSC - 1937: Cercle des Sports d’Hiver de Bruxelles - 1936: Cercle des Patineurs Anversoises - 1935: Cercle des Patineurs Anversoises - 1934: Cercle des Patineurs Anversoises - 1930–1933: Keine Meisterschaft - 1929: Cercle des Patineurs Anversoises - 1928: Le Puck d’Anvers - 1927: Le Puck d’Anvers - 1926: Le Puck d’Anvers - 1925: Le Puck d’Anvers - 1924: Le Puck d’Anvers - 1923: Brussels IHSC - 1922: Saint Sauveur Ice Hockey Club - 1921: Cercle des Patineurs de Bruxelles - 1920: Cercle des Patineurs de Bruxelles - 1915–1919 Keine Meisterschaft - 1914: Cercle des Patineurs de Bruxelles - 1913: Brussels IHSC - 1912: Brussels IHSC |

## Meisterschaften nach Teams
| Titel | Mannschaft | Jahr |
| ----- | --- | --- |
| 23    | Brussels Royal IHSC 1911–1948 Brussels IHSC 1948–1954 Entente Saint-Sauveur 1954–1966 Brussels IHSC 1966–1970 Brussels IHSC Poseidon | 1912, 1913, 1923, 1938, 1940, 1941, 1942, 1943, 1944, 1945, 1947, 1948, 1951, 1962, 1968, 1970, 1971, 1975, 1976, 1977, 1978, 1980, 1982 |
| 15    | HYC Herentals | 1981, 1984, 1985, 1993, 1994, 1997, 1998, 2002, 2009, 2012, 2016, 2017, 2018, 2019, 2020                                                 |
| 11    | Olympia Heist op den Berg | 1979, 1983, 1986, 1987, 1988, 1989, 1990, 1991, 1992, 1999, 2004                                                                         |
| 10    | Cercle des Patineurs Liègois | 1949, 1955, 1960, 1961, 1963, 1964, 1965, 1972, 1973, 1974                                                                               |
| 5     | Le Puck d’Anvers | 1924, 1925, 1926, 1927, 1928 |
| 4     | Phantoms Deurne / Antwerp Phantoms                                                                                                   | 2000, 2001, 2003, 2015 |
| 4     | Antwerp Ice Hockey Club | 1956, 1957, 1958, 1959 |
| 4     | Brabo IHC | 1950, 1952, 1953, 1954 |
| 4     | Cercle des Patineurs Anversoises | 1929, 1934, 1935, 1936 |
| 4     | White Caps Turnhout | 2006, 2007, 2008, 2011 |
| 3     | Cercle des Patineurs de Bruxelles | 1914, 1920, 1921 |
| 3     | Olympia IHC | 1966, 1967, 1969 |
| 3     | Chiefs Leuven | 2005, 2010, 2013 |
| 2     | Cercle des Sports d’Hiver de Bruxelles                                                                                               | 1937, 1939 |
| 1     | Cercle des Patineurs Unis | 1946 |
| 1     | Griffoens Geel | 1996 |
| 1     | Bulldogs de Liège | 2014 |